# Social Esportiva Vitória
Social Esportiva Vitória (conhecido como SEV Hortolândia e cujo acrônimo é SEV) é um clube brasileiro de futebol da cidade de Hortolândia, interior de São Paulo. Foi fundado em 10 de maio de 2001 como Sociedade Esportiva Votuporanga na cidade de Votuporanga, onde esteve sediado até 2005. Iniciou suas atividades na nova sede em janeiro de 2006. Manda seus jogos no Estádio Municipal José Francisco Breda, que tem capacidade para 10.002 pessoas.

## História

### Começo
No dia 10 de maio de 2001 foi realizada a fundação da Sociedade Esportiva Votuporanga pela família Pitarelli que, na época da fundação, o clube pertencia à cidade de Votuporanga, e com o apoio da comunidade e do poder público do município, em três anos saiu do extinto Campeonato Paulista Série B3 (que hoje seria a sexta divisão) e chegou à Série A3. Disputou seu primeiro campeonato profissional em 2002 na Série B3, hoje extinta.
Já em 2003, a equipe ficou em quarto lugar naquela competição, e em 2004 conseguiu o acesso de forma histórica. O SEV tinha seis pontos a menos que o Campinas, e um saldo de 10 gols para tirar em apenas duas partidas. Na primeira goleou o próprio Campinas por 6x1 na cidade de Campinas e venceu o Itararé na última partida por 3x1 em Votuporanga. No final, acabaram empatados com oito pontos SEV, Campinas e Assisense, mas a equipe, então de Votuporanga, subiu pelo saldo de dois gols. Esta partida contra o Campinas foi às 10h da manhã e a delegação viajou a noite toda, saindo de Votuporanga à 1h da madrugada, porque a equipe não dispunha de recursos e também porque existia uma superstição de que quando a equipe ficava em hotéis, não vencia suas partidas.
Não foi só essa superstição que valeu na final, pois a equipe também vencia seus jogos quando viajava num ônibus amarelo, que foi utilizado também neste jogo. O SEV conseguiu no ano de 2004 o acesso da série B2 para a série A3, num campeonato difícil, deixando para trás equipes como Assisense, Grêmio Catanduvense, Campinas, Linense, entre outras. Como no ano de 2005 o regulamento da Federação Paulista de Futebol foi reformulado, as séries B1, B2 e B3 transformaram-se em uma única competição, a Série B, equivalente a quarta divisão, o SEV conseguiu uma vaga diretamente à série A3.
Em 2005, novamente com poucos recursos da cidade de Votuporanga, os resultados não foram dos melhores, o clube terminou o campeonato na penúltima posição do grupo, fato que o levaria ao descenso à segunda divisão, mas como a Inter de Bebedouro desistiu da competição, teve apenas três rebaixados neste ano. Após a má campanha, o clube se transferiu para Hortolândia, onde contou com apoio da prefeitura e de empresas que patrocinaram a equipe, que passou a ser chamada de Social Esportiva Vitória.

### Mudança de cidade e de estatuto
Após chegar na A3 o clube muda de cidade, em 2006 tenta a transferência para Sumaré, mas a FPF vetou por causa da presença na época do Guarani Sumareense, na série B do estadual.
Com isso, o clube foi buscar abrigo em Hortolândia saindo de Votuporanga, em uma distância de mais de 436 quilômetros entre as duas cidades. A mudança de endereço aconteceu por causa de dois fatores; o primeiro é que a cidade de Votuporanga fica muito distante da capital, o que prejudicaria investimentos e a observação de empresários, o segundo foi a falta de incentivo da prefeitura de Votuporanga. Hortolândia que conta com grandes indústrias, o clube começou a receber apoio por parte da prefeitura e principalmente do laboratório farmacêutico EMS.
Com a mudança para a cidade de Hortolândia o clube mudou seu estatuto e adotou o nome fantasia SEV Hortolândia e o nome Social Esportiva Vitória, permanecendo assim a sigla SEV e ao mesmo tempo se desvinculando de Votuporanga.

### As primeiras partidas na nova sede
Já em 2006, a equipe começa a participar de campeonatos profissionais já com o nome de SEV Hortolândia. O time iniciou suas atividades na nova sede em 29 de janeiro de 2006 quando começou a disputar o Campeonato Paulista da Série A3, sendo este seu primeiro campeonato em sua nova casa. Com menos de quarenta dias de treinamento, os jogadores já levavam o nome de Hortolândia na camisa. No começo, o time era ainda formado por uma base vinda de Votuporanga, interior paulista, na qual buscava a classificação para a Série A2. O primeiro jogo em Hortolândia foi no dia 19 de março de 2006 contra a Ferroviária, no estádio Estádio Municipal José Francisco Breda, com capacidade para dez mil pessoas. A partida terminou com vitória da Ferroviária por 2 a 0.
No ano de 2007, para o Campeonato Paulista e para a Copa Energil C, a maior novidade foi a parceria com clubes tradicionais do futebol brasileiro como Sport e Cruzeiro, que na ocasião também levavam no peito o produto Energil C que patrocinara também o SEV. Neste mesmo ano, além da Copa Energil C, a equipe disputava a terceira divisão do Campeonato Paulista, mas terminou apenas na 14ª posição, com quatro vitórias, oito empates e sete derrotas.
Em 2008, com o time júnior o SEV participou pela primeira vez de uma competição nacional, a Copa São Paulo de Futebol Júnior, na qual a cidade de Hortolândia era uma das sedes. Na Série A3, a equipe não foi bem e com seis vitórias, quatro empates e nove derrotas, e punida com a perda de seis pontos, terminou na 18ª colocação na competição e acabou rebaixada para a Série B, equivalente ao quarto escalão do futebol do estado.

### Torneio no exterior
Convidado pela University of the Southern Caribbean, o elenco sub-20 do SEV Hortolândia participou de um torneio internacional em Trinidad e Tobago entre os dias 11 e 18 de novembro de 2007. Todas as despesas foram bancadas pelo ministério do esporte do país caribenho.
Para o SEV, essa primeira viagem ao exterior serviu como uma "preparação de luxo" para a Copa São Paulo de Futebol Júnior de 2008, na qual seria disputada pelo time naquele ano.
Durante o torneio, o lateral-direito Cafu, ex-Milan e ex-Seleção Brasileira foi homenageado pelos organizadores. Em Trinidad e Tobago, o "capitão do penta" é considerado um dos maiores ídolos dos torcedores trinitinos. O time sagrou-se campeão do Torneio Universitário de Trinidad & Tobago. A equipe de Hortolândia recebeu uma série de homenagens pelo título conquistado em sua primeira excursão ao exterior. Em quatro jogos naquele país, o invicto time sub-20 do SEV marcou nove gols e não sofreu nenhum.

### Rebaixamento, licenciamento e retorno
Após ser rebaixado para a quarta divisão do paulistão de 2009, o SEV não conseguiu se classificar para a segunda fase da competição. A equipe terminou o campeonato em último lugar no seu grupo, com apenas cinco pontos, conseguindo três vitórias, dois empates e sete derrotas, além de ser punido com a perda de seis pontos devido a escalação irregular de jogador. No ano de 2010, a equipe faz uma nova campanha irregular na Série B e termina novamente em último lugar de seu grupo com oito pontos conquistados, com duas vitórias, dois empates e dez derrotas. Em 2011, com falta de recursos e apoio da prefeitura, o SEV não se inscreveu para a disputa do estadual e licenciou-se de competições profissionais.
Após dois anos de ausência, a equipe volta em 2013 para a disputa da quarta divisão do campeonato paulista. Após uma surpreendente campanha na primeira fase, liderando seu grupo e conquistando sua classificação antecipada, o time caiu de rendimento e terminou a segunda fase da competição em último lugar de seu grupo, com nenhum ponto conquistado. No ano seguinte, a equipe entrou no campeonato querendo esquecer os erros do ano anterior e conseguir ir mais longe. Na pré-temporada, venceu o time B do Capivariano, que disputara a Série A2 naquele momento, em um jogo-treino. Porém, com uma campanha instável, o SEV terminou a competição como lanterna do grupo 4, com duas vitórias, um empate, cinco derrotas e eliminação na primeira fase.
Em 2015, a equipe se licencia novamente do campeonato, disputando somente competições de categorias de base.

## Estádio
Com capacidade para 10 mil pessoas, foi inaugurado dia 19 de março de 2006 e sua primeira partida foi SEV Hortolândia 0 - 2 Ferroviária, da cidade de Araraquara. Os gols desta partida foram feito por Sandro Goiano e Dinei.
Com a inauguração do estádio, o lobo passou a mandar seus jogos em Hortolândia, no início das disputas de campeonatos, as partidas aconteciam em cidades da região porque a cidade não tinha um campo com a capacidade mínima exigida pela Federação Paulista de Futebol.

## Símbolos
Uniforme
O uniforme do SEV tem estampado na camisa seu patrocinador, que é atualmente a empresa EMS localizada em Hortolândia. O uniforme titular do time é a camisa branca, com as mangas brancas e detalhes amarelo e azul, o escudo fica localizado no lado esquerdo do peito. O calção é azul e as meias brancas. O uniforme reserva é a camisa inteira azul, com detalhes em branco e amarelo. O calção branco e meias azuis.
O escudo do clube contém três cores, azul escuro, amarelo e branco, com o acrônimo SEV e o lobo-guará.
Mascote
O mascote do clube é o lobo-guará, o lobo é um animal inteligente, arisco e ao mesmo tempo com um sentido de equipe muito forte, respeitando bastante o líder da matilha. Com esse sentido o lobo foi escolhido para representar o time do SEV, pois o que impera é o sentido de equipe, de união para a conquista de resultados.

## Rivalidades
Os principais rivais do SEV Hortolândia são o Sumaré Atlético Clube, da vizinha Sumaré, e o Paulínia Futebol Clube, da cidade de Paulínia.

## Títulos

### Categorias de base
- Torneio Universitário Sub-20 de Trinidad e Tobago: 2007.

## Estatísticas

### Participações
| Competição | Competição         | Temporadas | Melhor campanha            | Estreia | Última | A | R |
| São Paulo  | Série A3           | 4          | 14º colocado (2006 e 2007) | 2005    | 2008   | – | 1 |
| São Paulo  | Segunda Divisão    | 1          | 24º colocado (2013)        | 2009    | 2014   | – | – |
| São Paulo  | Série B2 (extinta) | 1          | 4º colocado (2004)         | 2004    | 2004   | 1 | – |
| São Paulo  | Série B3 (extinta) | 2          | 4º colocado (2003)         | 2002    | 2003   | 1 |   |
| São Paulo  | Copa Paulista      | 1          | 1ª fase (2006)             | 2006    | 2006   |   |   |

### Desempenho em competições
Campeonatos estaduais profissionais
| Ano  | Competição      | Desempenho    | Pos.    |
| 2002 | Série B3        | Primeira fase | 6º (G2) |
| 2003 | Série B3        | Promovido     | 4º      |
| 2004 | Série B2        | Promovido     | 4º      |
| 2005 | Série A3        | Primeira fase | 16º     |
| 2006 | Série A3        | Primeira fase | 14º     |
| 2006 | Copa FPF        | Primeira fase | 5º (G3) |
| 2007 | Série A3        | Primeira fase | 14º     |
| 2007 | Copa Energil C  | Semifinal     | 4º      |
| 2008 | Série A3        | Rebaixado     | 18º     |
| 2009 | Segunda Divisão | Primeira fase | 41º     |
| 2010 | Segunda Divisão | Primeira fase | 39º     |
| 2013 | Segunda Divisão | Segunda fase  | 24º     |
| 2014 | Segunda Divisão | Primeira fase | 32º     |

Copa São Paulo de Futebol Júnior
| Ano  | Competição            | Desempenho    | Pos. |
| 2008 | Copa São Paulo Júnior | Primeira fase | 73º  |
| 2009 | Copa São Paulo Júnior | Primeira fase | 56º  |

## Jogadores de destaque
- Denilson Gabionetta
- Henan Silveira
- Rodriguinho
- Flávio Caça-Rato

## Presidentes
- Gilberto Pitarelli (2005 a 2006)
- José Cosme Siqueira dos Santos (2007 a 2008)
- Maurício Silva (2008 a 2011)
- Edson Silva Junior (2012 a 2014)
- Victor Astini Muniz (2014 a atual)